# 沅陵长蒴苣苔
沅陵长蒴苣苔（学名：Didymocarpus yuenlingensis）为苦苣苔科长蒴苣苔属下的一个种。

## 扩展阅读
- 維基物種上的相關：沅陵长蒴苣苔